# Cratere Magellano
Magellano, o Magelhanes secondo la denominazione ufficiale, è un cratere lunare intitolato all'esploratore portoghese Ferdinando Magellano. Si trova al confine sudoccidentale del Mare Fecunditatis, situato nella regione orientale del lato visibile della Luna. Si trova a sud-sudovest del cratere Goclenius, a metà strada fra il cratere Gutenberg a nordovest e il cratere Colombo a sudest.
Il cratere ha un bordo sottile ed irregolare di forma non perfettamente circolare. Il cratere leggermente più piccolo Magellano A è confinante con l'orlo sudorientale. All'interno delle pareti di Magellano, il fondo interno è stato ricoperto da lava basaltica, rendendolo dello stesso colore scuro che ha il mare lunare posto a nordest. Il fondo è livellato e pressoché privo di formazioni.

## Crateri correlati
Alcuni crateri minori situati in prossimità di Magellano sono convenzionalmente identificati, sulle mappe lunari, attraverso una lettera associata al nome.
| Magellano | Latitudine | Longitudine | Diametro |
| --------- | ---------- | ----------- | -------- |
| A         | 12.6° S    | 45.0° E     | 32 km    |